# Desena temporada de Supernatural
La desena temporada de Supernatural es va estrenar el 7 d'octubre de 2014 a l'emissora televisva estatunidenca CW Television Network i va acabar el 20 de maig de 2015, que va consistir en 23 episodis. La temporada va ser publicada en DVD i Blu-ray el 8 de setembre de 2015.

## Elenc

### Personatges principals
- Jared Padalecki com Sam Winchester
- Jensen Ackles com Dean Winchester
- Misha Collins com Castiel / Jimmy Novak
- Mark A. Sheppard com Crowley

### Estrelles convidades
- Ruth Connell com Rowena
- Curtis Armstrong com Metatron
- Erica Carroll com Hannah / Caroline Johnson
- Travis Aaron Wade com a Col·le Trenton
- Felicia Day com Charlie Bradbury
- Kathryn Newton com Claire Novak
- David Hoflin com Eldon Styne
- Jud Tylor com Adina
- Jim Beaver com Bobby Singer
- Rob Benedict com Chuck Shurley
- Briana Buckmaster com a Xèrif Donna Hanscum
- Dylan Everett com Dean Winchester adolescent
- Ty Olsson as Benny Lafitte
- Timothy Omundson as Cain
- Kim Rhodes com a Xèrif Jody Mills
- Julian Richings com la Mort

## Llista d'episodis
| No. | Títol                                                   | Dirigit per           | Escrit per                                                            | Data d'emissió         | Audiència als EUA (milions) |
| --- | ------------------------------------------------------- | --------------------- | --------------------------------------------------------------------- | ---------------------- | --------------------------- |
| 1 | "Black" Negre                                           | Robert Singer         | Jeremy Carver                                                         | 7 d'octubre de 2014    | 2,50                        |
| En les sis setmanes que han passat des del final de la novena temporada, l'ara Dean demoníac (Jensen Ackles) ha viscut la vida amb el seu nou amic Crowley (Mark A. Sheppard) de festa en bars, cantant karaoke, i dormint amb una cambrera. Mentrestant Sam (Jared Padalecki), inconscient de l'estat de Dean, ha cercat desesperadament al seu germà perdut. Finalment de s'assabenta de la veritat per part de Crowley després d'investigar la mort d'un seguidor de Abaddon a qui Crowley ha enviat a la seva mort a propòsit atacant a Dean. Crowley confessa que ha enviat seguidors de Abaddon darrera Dean per sadollar la set de sang de Dean. Sam rastreja Dean i Crowley fins a Beulah a l'estat de Dakota del Nord, però és emboscat per un home desconegut (Travis Aaron Wade) que també cerca Dean. Dean rep una trucada de l'home, que exigeix que Dean s'intercanviï a si mateix per la vida de Sam. No obstant això, a Dean ja no li importa el seu germà, rebutja el tracte, i penja, deixant Sam en mans del segrestador. En una altra part, un moribund Castiel (Misha Collins) és abordat per Hannah (Erica Carroll), un dels seus seguidors de la temporada prèvia, a la recerca d'ajuda rastrejant Daniel i Adina (Jud Taylor), dos agosarats àngels que es neguen a tornar al cel restaurat, en lloc d'això volen la llibertat que la vida a la Terra els dona. Mentre Castiel entén la parella, Hannah no ho fa, i sobrevé en una baralla que resulta amb Castiel que ha de matar Daniel per salvar Hannah. Després, Hannah revela que no li agrada la idea d'àngels assumint els valors humans, perquè tem que això conduiria al caos. Castiel, no obstant això, pensa que és una bona idea. |                                                         |                       |                                                                       |                        |                             |
| 2 | "Reichenback" Reichenback                               | Thomas J. Wright      | Andrew Dabb                                                           | 14 d'octubre de 2014   | 2,13                        |
| El segrestador de Sam revela que el seu nom és Cole i la raó per la qual caça Dean és perquè Dean va matar el seu pare fa dotze anys. Ell tracta de torturar Sam per localitzar Dean, però Sam escapa després d'advertir Cole que Dean és un monstre. Després es revela que Cole el va deixar escapar, i el segueix fins a Dean. Mentrestant, Crowley i Dean es baramme, després que Dean es negui a seguir les ordres de Crowley i l'avergonyeixi davant dels seus subordinats. Adonant-se que la situació s'ha sortit del seu control, Crowley contacta Sam i li diu la situació de Dean perquè Sam s'encarregui del seu germà. Sam ofereix ajudar perquè Dean es converteixi en humà de nou, però Dean no hi està interessat, ha troba un nivell de llibertat com dimoni i no li importar resmés. Cole els embosca i pren Dean en una baralla, però és derrotat fàcilment. Dean el deixa viu perquè hagi de viure amb la vergonya de no haver estat capaç de venjar el seu pare. Sam aprofita l'oportunitat per capturar Dean distret. A canvi de l'ajuda de Crowley, Sam li dona la Primera Espasa. Cole, havent après sobre la naturalesa demoníaca de Dean, comença a investigar el sobrenatural, encara determinat a venjar-se de Dean. En una altra part, Hannah visita Metatron (Curtis Armstrong) a la seva presó, amb l'esperança de fer un tracte per salvar la vida de Castiel, però Castiel se les arregla per detenir-la i insisteix que respecti la seva decisió de no salvar-se a si mateix amb mitjans dolents. |                                                         |                       |                                                                       |                        |                             |
| 3 | "Soul Survivor" Ànima Supervivent                       | Jensen Ackles         | Brad Buckner & Eugenie Ross-Leming                                    | 21 d'octubre de 2014   | 2,08                        |
| Castiel i Hannah continuen llur viatge cap al búnquer amb Castiel que s'afebleix tot el temps. En una gasolinera, són atacats per Adina, a la recerca de venjança. Un afeblit Castiel hi és deixat gairebé mort. Abans que Adina mati els dos àngels, Crowley, tenint problemes per governar l'Infern a causa del seu temps al costat de Dean, mata Adina i roba la seva gràcia. Crowley dona a un poc inclinat Castiel la gràcia d'Adina, i restableix la seva força. A canvi, Crowley li demana a Castiel que s'encarregui de Dean. Havent capturat Dean, Sam comença curar-se amb el ritual que van descobrir un any i mig abans. Mentre el ritual continua, Dean es burla de Sam pels seus intents desesperats de trobar-lo, incloent enganyar un home per vendre la seva ànima i així poder interrogar el dimoni de la cruïlla. El Sam no sap és que el ritual fa que Dean es torni prou humà per poder escapar i aguaitar Sam per tot el búnquer. No obstant això, Castiel apareix i domina Dean. Són capaços de completar el ritual i Dean torna a ser humà, però conserva la Marca de Caín. Castiel suggereix que Dean, que se sent culpable, es prengui un temps fins que les coses es tranquil·litzin, No obstant això, en Tulsa, Oklahoma, una misteriosa dona pèl-roja (Ruth Connell) s'asseu en un hotel sota dos homes clavats al cel ras. |                                                         |                       |                                                                       |                        |                             |
| 4 | "Paper Moon"                                            | Jeannot Szwarc        | Adam Glass                                                            | 28 d'octubre de 2014   | 1,93                        |
| Amb Dean convertint-se en humà de nou, ell i Sam es prenen un descans de caçar, fins que troben el que sembla un cas d'homes llop a Durham a l'estat de Washington. Troben Kate, la dona llop que van deixar anar fa dos anys, i que creuen que és l'assassina. Mentre es preparen per matar-la, reben una trucada d'un altre assassinat que Kate no podia haver comès, la qual cosa significa que un altre home llop és el responsable. Sam i Dean rastregen l'última trucada de Kate i descobreixen que l'assassina real és la germana de Kate, Tasha, que Kate va convertir, amb la finalitat d'evitar que es moris de ferides mortals per un accident de cotxe. A diferència de Kate, Tasha ha acceptat els seus instints monstruosos i ha començat a matar. Dean enganya Kate perquè els porti on està la seva germana, però Tasha revela que ara té una camada conformada per dos homes que ha convertit, i captura els nois. Ofereix a Kate unir-se a la camada si mata Sam i Dean, però Kate s'ho nega, i adonant-se que la germana que coneixia està perduda per a ella, mata Tasha abans de fugir. Sam i Dean maten els homes llop restants. Al final de l'episodi, Dean accepta que no està llest per tornar a caçar encara, però sent que ha de fer el bé després de fer tant mal com a dimoni. |                                                         |                       |                                                                       |                        |                             |
| 5 | "Fan Fiction"                                           | Phil Sgriccia         | Robbie Thompson                                                       | 11 de novembre de 2014 | 2,17                        |
| Fixos a sortir a caçar, Dean insisteix que ell i Sam investiguin la desaparició d'un mestre a Flint a l'estat de Michigan. Se sorprenen en descobrir que el musical de l'escola que el professor estava planejant tancar és basat en els llibres que van descobrir en la quarta temporada que tractava sobre les seves vides per l'anterior profeta Chuck Shurley. Quan una estudiant desapareix després que ella també deixés els plans d'acabar amb el musical, Sam i Dean eventualment s'adonen que la deessa Calliope està darrere d'això, ja que vol que el musical es completi, i en aquest punt es menjarà l'escriptora, Marie. Quan assajaven atrapar a Calliope abans que mati a Marie, Sam aconsegueix ser capturat per ella mentre Dean ha de batallar amb un espantaocells de la seva creació. Amb l'ajuda d'una estudiant i un professor que Calliope va segrestar, Sam la mata, causant que el espantaocells i ella explotin, l'últim davant de l'audiència, que va creure que eren efectes especials i aplaudeix el musical. Marie dona a Dean un accessori de la versió del seu vell amulet —un símbol de la seva germanor amb Sam que Dean havia tirat en la cinquena temporada quan va perdre la fé en Sam— el qual Dean acaba penjant al mirall de l'Impala. Després que els germans marxen, Marie és rebuda per Chuck (Rob Benedict) qui la felicita pel musical. |                                                         |                       |                                                                       |                        |                             |
| 6 | "Aks Jeeves" Pregunta-li a Jeeves                       | John MacCarthy        | Eric Carmelo & Nicole Snyder                                          | 18 de novembre de 2014 | 2,54                        |
| Trobant el vell telèfon de Bobby a l'Impala, Dean descobreix que ha heretat d'una hereva rica a New Canaan a l'estat de Connecticut i ell i Sam decideixen reclamar-ho com els seus familiars més propers. No obstant això, són atrapats en un misteri d'assassinats quan els que semblen els fantasmes de l'hereva i el seu espòs mort fa temps comencen a matar persones. Les coses es compliquen quan descobreixen que tracten amb fantasmes, sinó amb un «canviador de formes» (shape-shifter en anglès). Quan un policia és assassinat, Sam i Dean són els principals sospitosos i són empresonats mentre la criada, Olivia, revela que ella és la canviadora de formes. Explica que és la filla il·legítima de l'hereva d'una aventura que va tenir amb un canviador de formes. El seu pare real va tractar de reclamar-la però va ser assassinat per Bobby, que va estar d'acord amb perdonar Olivia a canvi que la tanquin per a la seguretat de tots. Bobby anava a cuidar Olivia si alguna cosa li passava a la seva mare. Després de la mort de la seva mare, el seu majordom, l'únic altre que sabia la veritat, va deixar anar Olivia per llàstima i li va donar treball com a criada. No obstant això, està disgustada per la cobdícia de la seva família i els vol morts. Sam i Dean s'alliberen i Sam i Olivia batallen en un mortal joc de gat i ratolí que acaba quan Dean li dispara a matar Olivia quan ella es distreu. No obstant això, possiblement sota la influència de la Marca de Caín, Dean descarrega diverses rondes en el seu cos, el que preocupa Sam. La família acorda mantenir la presència dels Winchester en secret i Sam i Dean descobreixen que Bobby només va heretar la clau de l'àtic on Olivia era tancada. |                                                         |                       |                                                                       |                        |                             |
| 7 | "Girls, Girls, Girls" Noies, Noies, Noies               | Robert Singer         | Robert Berens                                                         | 25 de novembre de 2014 | 2,30                        |
| Després que Dean descobreix que la seva cita mitjançant una app de cites ajuda al fet que els dimonis facin tractes, Sam i Dean investiguen un bordell diabòlic. Abans que hi puguin arribar, la bruixota Rowena arriba primer i mata Raoul, el dimoni a càrrec i Rowena recluta les prostitutes com aprenents. Explica que va ser expulsada del Gran Aquelarre fa molt temps i que ara vol recuperar el seu poder. Sam i Dean la rastregen fins a un luxós hotel, però han d'enfrontar-se als dimonis de Crowley i a una de les noies. Dean captura Rowena, però és confrontat per Cole que l'obliga a deixar-la anar. Dean derrota Cole però en comptes de matar-lo, li diu la veritat sobre el que va passar: el pare de Cole era un tipus de monstre desconegut que Dean havia caçat i que havia menjat fetges. Cole es resisteix a acceptar la veritat, però Dean el convenç de deixar la seva venjança i tornar amb la seva família. Al mateix temps, Castiel i Hannah continuen rastrejant els àngels rebels però són trobats per l'espòs del recipient de Hannah, Caroline. Hannah decideix tornar al cel perquè Caroline pugui tornar amb la seva família i Castiel la porta a la seva llar. Mentre Rowena escapa de Sam i Dean, els dimonis que treballen per Crowley l'atrapen i ell se sorprèn de veure-la, ja que Rowena és la seva mare. |                                                         |                       |                                                                       |                        |                             |
| 8 | "Hibbing 911"                                           | Tim Andrew            | Historia por: Jenny Klein & Phil Sgriccia Adaptación por: Jenny Klein | 25 de novembre de 2014 | 2,33                        |
| La Xèrif Jody Mills (Kim Rhodes) es dirigeix a un retir de xèrifs a Hibbing a l'estat de Minnesota, on coneix la Xèrif Donna Hanscum (de l'episodi «La Purga») que és massa entusiasta i amistosa. No obstant això, comencen a aparèixer cossos devorats i Jody truca a Sam i Dean mentre investiga per si sola al costat d'una despistada Donna. Donna descobreix la veritat després de trobar el xèrif local, Len, parat al costat d'un altre policia amb els ullals fora. Sam i Dean descobreixen que Len ha ocultat proves dels assassinats estranys i són obligats a dir-li a Donna la veritat. Amb l'ajuda de Donna, els Winchester rastregen Len fins a una casa de camp on són capturats per un grup de vampirs liderats per Star. Star explica que Len era el seu líder que els va ensenyar a consumir de tot, no només sang abans de prendre consciència i treballar per protegir els humans en comptes de ferir-los. Després Len es nega a matar els caçadors, Star el mata, però Dean s'allibera i mata a dos els tres vampirs. Donna s'allibera també i mata Star quan intenta ferir Jody. Després, Jody s'ofereix a ensenyar Donna sobre la caça mentre Dean li diu a Sam que per una vegada es va sentir com que la Marca de Caín no provoqués les seves accions, sinó ell mateix per primera vegada en un temps. |                                                         |                       |                                                                       |                        |                             |
| 9 | "The Things We Left Behind" Les Coses que deixen enrere | Guy Bee               | Historia por:Andrew Dabb                                              | 9 de desembre de 2014  | 2,62                        |
| Sentint-se culpable pel que li va fer al seu recipient i a la seva família, Castiel rastreja Claire Novak fins a una llar col·lectiva a Pontiac, a l'estat d'Illinois. L'allibera, però fuig, així que ell crida Sam i Dean perquè l'ajudin a localitzar-la. La troben quan tracta de robar una tenda per ajudar l'home que viu amb ella, Randy, a pagar els seus deutes. Després de culpar Castiel per tot el que li va passar a ella, Claire fuig de Randy, que la ven per saldar el seu deute. Castiel la rescata, però sota la influència de la Marca de Caín, Dean massacra Randy, el prestamiste i tots els seus homes. Al mateix temps, Rowena intenta arribar a Crowley, fallant fins que el torna contra un dels seus propis homes i Crowley el mata per salvar-la. |                                                         |                       |                                                                       |                        |                             |
| 10 | "The Hunter Games"                                      | John Badham           | Eugenie Ross-Leming & Brad Buckner                                    | 20 de gener de 2015    | 2,42                        |
| Necessitant treure la Marca de Caín de Dean, Castiel treu Metatron del cel perquè així ell i els Winchester el puguin interrogar, veient el coneixement de Metatron com la seva única esperança. Metatron acorda dir-li a ells i li diu que ells necessiten la Primera Espasa que Crowley ha amagat. Sam i Dean es troben amb Crowley que de males ganes acorda recuperar l'Espasa d'una cripta a Guam, però després els diu que només els la donarà una vegada que tinguin la resta de l'encanteri. Dean exigeix que Metatron li doni la resta, però ell afirma que voldrà alguna cosa per cada part d'informació i que n'hi ha molta. Metatron es burla de Dean i l'ataca el que fa que caigui més i més sota la influència de la Marca. Dean està prop de matar Metatron, però és detingut per Sam i Castiel que torna Metratron al Cel en lloc d'arriscar la seva vida. No obstant això, Metatron les deixa una possible pista en reflexionar sobre que «el riu acaba a la font». Sam suggereix que part de vèncer el poder de la Marca implica que Dean lluiti contra ella com ho va fer Caín en lloc d'acceptar-la. Al mateix temps, Rowena conspira contra Crowley amb un encanteri per induir un malson i espia Crowley que es troba amb els Winchester. Rowena envia un dimoni anomenat Gothrey perquè aconsegueixi la Primera Espasa i després el mata, però quan Crowley camina sobre ella, torna la situació en el seu avantatge i fa que els Winchester el sospiten i no els doni l'Espasa. Durant aquest temps, Castiel tracta d'ajudar la filla del seu recipient, Claire Novak, però rebutja la seva ajuda i es reuneix amb una parella que suggereix que ella mati Dean ja que va ser el responsable per les morts d'ambdós pares. Claire atreu Dean en un parany, però finalment no pot fer-ho i li adverteix Dean de l'atac. Dean derrota la parella, però en comptes de cedir a la ràbia de la Marca, els deixa anar. Castiel després troba Claire que ha decidit trobar una nova vida lluny d'ell, però promet el contacte. |                                                         |                       |                                                                       |                        |                             |
| 11 | "There's No Place Like Home"                            | Phil Sgriccia         | Robbie Thompson                                                       | 27 de gener de 2015    | 2,06                        |
| Mentre cercaven pistes sobre com remoure la Marca de Caín, Sam troba un vídeo de Charlie Bradbury (Felicia Day) que colpeja un fiscal de districte. Creient que Charlie podria treballar en un cas i no era l'única persona que va atacar, Sam i Dean investiguen i descobreixen que el fiscal estava embolicat en un encobriment de les morts dels pares de Charlie en un accident en estat d'embriaguesa. Rastrejant una dona implicada, descobreixen una Charlie fosca que fuig després d'acoltellar la roda de l'Impala i donant-li una pallissa a Dean. Per a la seva sorpresa, una altra Charlie apareix i explica que per guanyar la guerra a Oz, va fer un tracte amb el Mag d'Oz per dividir-se ella mateixa en un costat bo i un costat fosc. Matar la Charlie fosca la mataria a ella també i no pot tornar a Oz per demanar-li ajuda al Mag perquè la Charlie fosca va trencar la clau a Oz. Sam i Charlie investiguen la manera d'arreglar la clau mentre Dean tracta de protegir Russell Wellington (Barclay Hope), l'home que va matar els pares de Charlie. Mentrestant, la Charlie fosca enganya Dean i el mata. Llavors marxa amb l'Impala per trobar Sam i Charlie que descobreixen un ex Home de Lletres anomenat Clive Dylan que podria ajudar-los. Clive els ajuda invocant el Mag que és el seu costat fosc i així obliguin el Mag a revertir la divisió. Mentre Sam i Charlie confronten el Mag, Dean es baralla amb la Charlie fosca i la colpeja brutalment. Amb la finalitat de detenir el Mag, Charlie mata Clive que mata el Mag també. Sam reté Dean de matar la Charlie fosca i són capaces de revertir la divisió. Com a resultat, Charlie és incapaç de retornar a Oz i es dedica a ajudar a desfer-se de la Marca de Caín, perdonant a Dean per les seves accions. No obstant això, es nega a perdonar-se a si mateix. |                                                         |                       |                                                                       |                        |                             |
| 12 | "About A Boy"                                           | Serge Ladouceur       | Adam Glass                                                            | 3 de febrer de 2015    | 2,21                        |
| Dean es tanca al búnquer per una setmana i investiga sobre la Marca de Caín fins que Sam el convenç d'investigar un cas en Pendleton a l'estat d'Oregon on un home va desaparèixer en un centelleig de llum. Mentre estan en el bar a la recerca de pistes, Dean coneix una dona anomenada Tina amb qui es passa parlant tot el dia. Quan marxa, s'adona d'un home que la segueix i Tina desapareix en un centelleig de llum també. Quan Dean investiga, l'home fa servir una bossa d'encanteris i es troba tancat en una cel·la a l'edat de catorze anys (Dylan Everett) amb una Tina adolescent a la cel·la a costat. Amb l'ajuda de Tina, Dean escapa i torna on un atordit Sam que ha determinat que tracten amb una bruixa després de trobar milenrama al bar on Dean va desaparèixer. Sam i Dean tornen a la casa de la bruixa on troben que Tina s'ha anat i capturen l'home que revela que és Hansel de Hansel i Gretel (Mark Acheson). Hansel explica que Hansel i Gretel era una història veritable, només que la història va tenir un final feliç, mentre en la realitat va ser forçat a ajudar la bruixa Katja (Lesley Nicol) a menjar nens per segles i a menjar-se el cor de Gretel quan van assajar d'escapar. Hansel els diu com revertir l'encanteri i ofereix la seva ajuda per detenir Katja. No obstant això, quan Sam i Dean tempten de matar-la quan es prepara per menjar-se Tina, Hansel es revela com a malvat i els desarma. Estan perplexs quan Katja revela que ha estat enviada pel Gran Aquelarre per detenir Rowena, però lluiten contra ella i Hansel abans que ells puguin saber més. Ells perden, però Dean se les arregla per obtenir la bossa d'encanteris de Hansel i revertir-li l'encanteri. Tornat al seu estat habitual, Dean mata ràpidament Hansel i cuina Katja en el seu propi forn. Després són incapaços de tornar Tina a la normalitat perquè la bossa d'encanteris es crema amb Katja, però Tina ho veu com una segona oportunitat per la mala vida que ha tingut fins ara. Després de deixar Tina a l'estació de bus, Sam i Dean contemplen la informació sobre el Gran Aquelarre i tornen a la Marca, que havia desaparegut quan Dean era un adolescent. |                                                         |                       |                                                                       |                        |                             |
| 13 | "Halt & Catch Fire"                                     | John Showalter        | Eric Charmelo & Nicole Snyder                                         | 10 de febrer de 2015   | 1,98                        |
| Sam i Dean investiguen un cas a Spencer a l'estat d'Iowa on un camió es va conduir misteriosament i es va llançar d'un pont, matant el seu conductor, Billy. Creient que és el fantasma del germà mort de Billy, Sam i Dean salen i cremen el camió, però després, una noia anomenada Julie és escanyada pel seu propi cable de computadora després de rebre missatges amenaçadors per Internet. Seguint les pistes en el missatge els porta fins a un home anomenat Andrew Silver que va morir en un accident de cotxe, però són incapaços de posar-lo a descansar ja que va ser incinerat i no sembla estar lligat a res. Després que un noi anomenat Kyle és assassinat, confronten la seva amiga Delilah que revela que els quatre eren implicats en l'accident on van causar el xoc i no van tractar de salvar Andrew després que els cables elèctrics del seu cotxe van cremar. Sam i Dean s'adonen que Andrew busca venjança i està a la Internet, i que va fer servir els cables d'alimentació per accedir a una torre propera de Wi-Fi quan va ser assassinat. Dean protegeix Delilah d'Andrew mentre Sam parla amb la seva esposa, Coery, que admet que sabia que era aquí i no volia deixar-lo anar. Quan Dean és incapaç de detenir Andrew o convèncer-lo de seguir endavant, Coery parla amb ell per mitjà de FaceTime i convenç Andrew per deixar anar la seva venjança i estar en pau. Després, Delilah visita Corey per dir-li el que realment li va passar al seu espòs. Mentrestant, Dean decideix que no es rendirà lluitant contra la Marca de Caín, però no continuarà cercant una cura. |                                                         |                       |                                                                       |                        |                             |
| 14 | "The Executioner's Song"                                | Phil Sgriccia         | Robert Berens                                                         | 17 de febrer de 2015   | 2,09                        |
| Sam i Dean s'assabenten que Caín ha segrestat un assassí serial anomenat Tommy Tolliver mentre al mateix temps, Castiel descobreix un cementiri ple de víctimes de Caín. Caín confronta Castiel i revela que ha caigut de nou sota la influència de la Marca de Caín i ara massacra els seus descendents, pensant que el seu llinatge està corromput. Amb la finalitat de detenir Caín, Dean truca a Crowley per demanar-li la Primera Espasa, però menteix i el fa creure que està a la llista de Cain. Com a resultat, Crowley ignora el pla de la seva mare Rowena de matar una bruixa del Gran Aquelarre per ajudar els Winchester. Treballant junts, els quatre atrapen Caín en un parany de dimonis, un símbol mític que anul·la els seus poders, quan arriba per matar la seva següent víctima, un nen de dotze anys. Dean confronta Caín sol qui li diu que no hi ha cura per a la Marca de Caín i que és millor cedir al seu poder. Dean i Caín es barallen, però Dean perd perquè es reté pel temor de perdre la seva humanitat. No obstant això, Dean eventualment se les arregla per aconseguir avantatge i li pregunta a Caín si pararà de matar de nou. Quan diu que no, Dean el mata, devastat pel fet que sembla no haver sortida per a ell. Malgrat les seves pors, Dean aconsegueix mantenir control sobre si mateix, però li dona a Castiel la Primera Espasa en lloc de Crowley com ho va prometre, i sorprén Crowley amb les seves mentides. Rowena després li diu a Crowley que ja no és un rei i no és més que el gos dels Winchester. Mentre Sam expressa la creença que si Dean va poder matar Caín sense perdre la seva humanitat encara hi ha esperança per a ell, li diu en privat a Castiel que Dean està en problemes. |                                                         |                       |                                                                       |                        |                             |
| 15 | "The Things They Carried"                               | John Badham           | Jenny Klein                                                           | 18 de març de 2015     | 1,73                        |
| Dean troba un cas a Fayetteville a l'estat de Carolina del Nord on un home anomenat Rick drena la sang d'una dona i després comet suïcidi. Sospitant que sigui un rugaru o un déu pagà, Sam i Dean li fan un cop d'ull i descobreixen que un amic de l'assassí, Kit, mostra els mateixos símptomes. Mentre investiguen, es troben amb Cole Trenton, l'home que va tractar de matar Dean que és un amic de Kit i que investigava per si mateix les seves accions. De mala gana, els Winchester i Cole fan equip per temptar de trobar Kit que mostra una set anormal: consumeix múltiples ampolles d'aigua, mata un home i beu la seva sang. Pels seus contactes, Cole és capaç d'esbrinar que Kit i Rick van participar recentment en una missió de rescat a l'Iraq on l'home que van rescatar els va atacar i va ser assassinat. Cole rastreja Kit fins a una cabanya on Kit ataca i infecta Cole amb un cuc Khan (de la temporada 6 «…I Llavors No Va quedar Cap») abans de fugir. Sam i Dean s'adonen que el soldat rescatat en l'última missió de Kit i Rick els va infectar i Sam es disposa a localitzar Kit mentre Dean tracta de salvar Cole. Quan la electrcitat no funciona, Dean i Cole s'adonen que la deshidratació podria funcionar i transformen la cabanya en una cabanya de sudació. Eventualment el cuc surt i Dean el mata, no obstant això, Sam és incapaç de salvar Kit i el mata en defensa pròpia. Cole torna amb la seva família amb un nou enteniment del que Sam i Dean fan i el que va passar amb el seu pare mentre Sam sent immensa culpa per la seva incapacitat per salvar Kit. |                                                         |                       |                                                                       |                        |                             |
| 16 | "Paint it Black"                                        | John Showalter        | Brad Bucker & Eugenie Ross-Leming                                     | 25 de març de 2015     | 1,70                        |
| Sam i Dean investiguen un cas a Worcester a l'estat de Massachusetts on tres homes van ser horriblement assassinats en dues setmanes, dos per suïcidi i un per la seva esposa. No obstant això, l'esposa no té memòria de l'assassinat així que creuen que és un cas de possessió per un fantasma com que no hi ha signes de dimonis i no encaixa la forma en què aquests fan les coses. L'única connexió que poden trobar entre les víctimes és que tots van anar a confessar-se així que Dean visita el confessionari amb l'esperança de treure el fantasma. En el procés, admet que encara sempre sent que morirà caçant, que el temps s'acosta i no està llest per a això. Es revela que el fantasma és el d'una monja anomenada Isabella que el 1520 es va enamorar d'un artista anomenat Piero que no la va correspondre així que va ser enviada a un convent per la seva família per bregar amb el seu dolor. Una altra monja, la Germana Mathias que ha parlat amb Isabella, sent per casualitat Sam i Dean que parlen sobre el succés i llegeix el diari d'Isabella per descobrir que va matar Piero després de trobar-lo al llit amb una altra dona. Alerta Sam i Dean i Dean ordena Sam cremar el diari, en creure que Isabella seria lligada a ell ja que va ser cremada en la foguera com una bruixa a causa de l'horrible crim. Mentre Dean assaja de lluitar contra Isabelle de posseir la Germana Mathias, Sam llegeix el diari i descobreix que la sang d'Isabella i part del seu dit van servir per crear una pintura que Piero va fer per a ella. Sam crema la pintura, el que destrueix Isabella. Més tard, Sam ldiu a Dean que veritablement creu que hi ha una cura per a la Marca de Caín i fa menester seguir buscant-la, però Dean no engrescat per aquesta idea. Al mateix temps, Crowley captura Olivette, l'alta sacerdotessa del Gran Aquelarre per Rowena amb la finalitat de practicar la màgia lliurement una vegada més. Olivette revela que el Gran Aquelarre va ser devastat pels Homes de Lletres i actualment està molt afeblit. Explica que els Homes de Lletres van saquejar els encanteris i pocions de l'Aquelarre i els van ocultar en búnquers al voltant del món i els únics supervivents dels Homes de Lletres són Sam i Dean. Això fa que Rowena, que converteix Olivette en un hàmster, faci servir la relació de Crowley amb Sam i Dean amb l'esperança d'obtenir el botí. |                                                         |                       |                                                                       |                        |                             |
| 17 | "Inside Man"                                            | Rashaad Ernesto Green | Andrew Dabb                                                           | 1 d'abril de 2015      | 1,70                        |
| Després que Dean té un malson de tota la matança que ha causat sota la influència de la Marca, Sam busca una cura amb l'ajuda de Castielsense dir res Dean sobre el que està fa. Com que sap que l'únic que pugui conèixer una cura és Metatron, Sam i Castiel intenten obtenir-lo des del cel, però Hannah, en un cós masculí l'impedeix perquè Metatron és massa perillós per deixar-lo anar. Desesperats, Sam i Castiel aconsegueixen l'ajuda d'un psíquic per contactar Bobby Singer (Jim Beaver) al cel per alliberar Metatron. Bobby és capaç d'entrar a Castiel i treure Metatron, però és vist i abordat per Hannah i altres àngels per ser castigat per les seves accions. A la Terra, Castiel remou la gràcia de Metatron, fent-lo humà i sota l'amenaça de mort, Metatron admet que en realitat no coneix cap cura per a la Marca i va mentir abans. Per detenir Sam de matar-lo, Metatron admet que ha quedat una mica de la gràcia de Castiel i ofereix a portar-li-ho a canvi de la seva vida. De mala gana, Castiel accepta i se'n va amb Metatron per trobar-la. Al mateix temps, Dean es relaxa en un bar, jugant al billar on Rowena intenta matar-lo amb tres homes sota el seu control i un encanteri. Dean és capaç de vèncer els homes i la Marca el fa immune a l'encanteri, però la deixa anar per salvar la vida dels homes. Rowena tracta d'enganyar Crowley perquè mati Dean per ella, i revela que la Marca és només una antiga maledicció, però en lloc d'això Dean i Crowley parlen i Dean ajuda Crowley a adonar-se de quan poc Rowena significa per a ell i la fa fora. Sam i Dean després es menteixen l'un a l'altre sobre el que van fer i Sam llegeix una nota de Bobby dient-li que continuï cercant i que es deixin de mentir mútuament. |                                                         |                       |                                                                       |                        |                             |
| 18 | "Book of the Damned"                                    | P. J. Pesce           | Robbie Thompson                                                       | 15 d'abril de 2015     | 1,76                        |
| Charlie contacta Sam i Dean, després de trobar el Llibre dels Condemnats. Tanmateix, és rastrejada per Jacob Styne, que està determinat també a trobar el llibre que segons ell pertanyeria a la seva família. Sam i Dean es troben amb Charlie i tracten de traduir el llibre que demana a Dean perquè el faci servir. Dean descobreix dels arxius dels Homes de Lletres que l'home i la seva família són la família Styne, una família que va utilitzar el llibre per cometre actes malignes fins que els va ser llevat fa un segle. Després de trobar-se amb Jacob, Dean ordena Sam de cremar el llibre pervers i perillós. Sam fa semblant de cremar el llibre durant una baralla amb Jacob. La seva família és assassinada, però abans de morir l'adverteix que altres Styne no aturaran fins que recuperin el llibre. Es revela més tard que Sam va mantenir el llibre intacte perquè és l'única oportunitat de treure la Marca de Caín, sense importar les conseqüències. Al mateix temps, Castiel i Metatron cerquen la gràcia de Castiel, i són atacats per un cupido furiós al camí. Buscant la gràcia en una biblioteca, Metatron incapacita Castiel amb un encanteri i pren la tauleta del dimoni. De totes maneres, Castiel recupera la gràcia i tot el seu poder encara que les ales li queden trencades. Sam i Castiel no li diuen a Dean que Metatron està solt amb la taula. Després de celebrar la tornada de Castiel amb Dean i Charlie, Sam es troba amb Rowena, com que creu només ella sap traduir el llibre. |                                                         |                       |                                                                       |                        |                             |
| 19 | "The Werther Project"                                   | Stefan Pleszczynski   | Robert Berens                                                         | 22 d'abril de 2015     | 1,63                        |
| Sam es troba amb Rowena per traduir el Llibre dels Condemnats. Rowena accepta si Sam mata Crowley per ella i revela que de fet no pot llegir el llibre, només la bruixota morta Nadia el podria. No obstant això, Nadia va deixar enrere un codi, que els Homes de Lletres li van prendre quan la van matar. Sam comença a cercar el codi i descobreix que Magnus (Kavan Smith) el va amagar dins la caixa forta Werther, que puja al suïcidi totohom que intenti obrir-la. Sam rastreja la caixa a la ciutat de Saint Louis a l'estat de Missouri, on es troba amb Dean, malgrat d'intentar deixar-lo enrere. Després de ser exclosos per Suzie (una dona la família de la qual va morir als anys 1970 després que ella mateixa hagués intentat d'obrir la caixa), Sam va d'amagotis a la casa amb l'ajuda de Dean i intenta desactivar el sistema amb un encanteri. Nogensmenys, no li reïx i deslliga un encanteri que atrapa Sam, Dean i Suzie en al·lucinacions que els pugen a suïcidar-se. Suzie ho fa, mentre Rowena salva Sam, amb qui fa equip per desactivar la caixa. Sam descobreix que fa menester un Home de Lletres que vessi tota la seva sang sobre la caixa, la qual cosa comença a fer per salvar Dean. Al mateix temps, Dean al·lucina que està al purgatori amb el seu vell amic Benny (Ty Olsson) que l'encoratja a suïcidar-se per evitar que Sam i Castiel el facin després. Dean gairebé ho fa, però sap que la Marca no li permet suïcidar-se i també, veu a través de la il·lusió que el Benny real mai voldria que el fes, així que mata a «Benny» i s'allibera de l'encanteri. Palesa que Sam ha al·lucint en la presència de Rowena i Dean el deté de suïcidar-se i vessa la seva pròpia sang sobre la caixa i així trenca l'encanteri i l'obre. Sam i Dean obtenen el codi i Dean destrueix la caixa i en atura l'amenaça per sempre. Sam porta el codi a la Rowena real, però primer l'encadena per assegurar-se que només fa servir el llibre per desfer-lo de la Marca de Caín. |                                                         |                       |                                                                       |                        |                             |
| 20 | "Angel Heart"                                           | Steve Boyum           | Robbie Thompson                                                       | 29 d'abril de 2015     | 1,74                        |
| Mentre cerca la seva mare a la ciutat de Tulsa a l'estat d'Oklahoma, algú copeja Claire fins a deixar-la inconscient i Castiel truca Sam i Dean per ajuda. Després que Claire explica el que intenta de fer, els Winchester i Castiel decideixen ajudar-la a buscar. Mentre Sam ajuda Claire a furonejar la informació de la targeta de crèdit de sa mare, Dean i Castiel interroguen Ronnie Cartwright, l'home que la va copejar. Segons el diari d'Amelia, va ser l'última persona a veure-la. Després que Dean es posa rude, Ronnie admet que va enviar a Amelia a Peter Holloway, un remeier per la fe que li ha tornat la vista. No obstant això, va deixar de fer-ho després de veure que Holloway no feia res bó, i tallava les persones que li havia enviatl. Després que se'n van anar, Ronnie truca a Holloway que l'encega de nou i el mata. Amb aquesta informació, Sam és capaç de rastrejar Holloway fins a una casa de camp, però deixa enrere Dean i Claire per mor dels efectes de la Marca de Caín en Dean. Castiel troba Amelia atrapada en una vida de somni on s'ha reunit amb Jimmy. La desperta, però està extremadament feble i incapaç de sanar-la. Sam és capturat per Holloway alhora que Dean i Claire s'adonen que és un dels Grigori, un grup d'àngels que s'alimentent d'éssers humans. Holloway, es revela com Tamiel, diu a Sam que s'ha amaga a la Terra dels altres àngels. Es va alimentar d'ànimes humanes des del principi en considerar els àngels i humans éssers inferiors a ell. Després, Dean, Sam, Castiel i Claire van al rescat d'Amelia, però són incapaços de derrotar Tamiel. Amelia se sacrifica per salvar Claire, que llavors mata Tamiel amb la seva pròpia espasa en venjança. Amelia és reunida amb el seu espòs Jimmy al cel mentre els Winchester decideixen enviar Claire amb Jody fins que es pugui mantenir en peus. Claire finalment perdona Dean i Castiel pels seus rols en la mort del seu pare. Dean li regala un llibre de llegendes quan s'adona que té la intenció de convertir-se en caçadora. |                                                         |                       |                                                                       |                        |                             |
| 21 | "Dark Dynasty"                                          | Robert Singer         | Eugenie Ross-Leming & Brad Buckner                                    | 6 de maig de 2015      | 1,45                        |
| Monroe Styne vol recuperar el Llibre dels condemnats, i envia el seu fill, Eldon a la recerca de Sam i Dean i el llibre. Eldon i un altre membre de la família fan caure Dean en una embuscada, però ell se les arregla per matar un altre membre de la família i capturar Eldon. Eldon li explica a Dean que la família Styne ha existit per milers d'anys i cullen òrgans que es trasplanten a si mateixos per fer-se superhumans. Els Styne causen i prenen avantatge de diversos desastres històrics per obtenir beneficis incloent quan Adolf Hitler va ascendir al poder i els atacs de l'11 del Setembre. La família està a tot el món i era anteriorment coneguda pel nom de Frankenstein abans que Mary Shelley descobrís els seus secrets i els va publicar en un llibre. Després Eldon revela que el Llibre dels Condemnats es indestructible, Dean confrontar Sam i Eldon i escapa arrencant-se el seu propi braç. Al mateix temps, Crowley cerca la seva mare perduda amb l'ajuda d'Olivette. Sam, Rowena, Castiel, i Charlie treballen per descodificar el llibre. Molestada per Rowena, Charlie ho deixa per tenir pau i tranquil·litat i és atacada per Eldon poc després d'obtenir el codi. Sam i Dean, que finalment han descobert la veritat, li diuen que doni a Eldon el que vulgui, però ella destrueix la seva computadora en lloc de donar a Eldon les seves anotacions. Poc després, Sam i Dean la troben morta, assassinada per Eldon. Desconegut per ells, com el seu últim acte, Charlie els va enviar per correu electrònic les seves notes sobre el codi i així podrien acabar el seu treball. |                                                         |                       |                                                                       |                        |                             |
| 22 | "The Prisoner"                                          | Thomas J. Wright      | Andrew Dabb                                                           | 13 de maig de 2015     | 1,75                        |
| Devastats per la mort de Charlie, Sam i Dean incineren el seu cos. Dean decideix massacrar la família Styne en venjança per l'assassinat. Sam que se sent culpable primer cedeix a l'ordre de Dean d'abandonar le cerca d'una cura per a la Marca al Llibre dels Condemnats. Després d'adonar-se del correu electrònic de Charlie on explica la mort de Castiel, ell decideix continuar i li ensenya l'e-mail a Rowena. Rowena pot ara desxifrar els secrets del Llibre, però només ho farà una vegada que Sam mati Crowley. Així, Sam li tendeix un parany a Crowley i l'intenta matar. Crowley sobreviu però amargat per la traïció de Sam i rebuig dels seus intents de ser bó, torna a acceptar la seva maldat i planeja matar Rowena per organitzar la seva mort. Mentrestant, Dean rastreja els Styne fins a Shreveport a l'estat de Louisiana, on és arrestat per la policia corrupta abans de forçar el xèrif a dir-li on pot trobar els Styne. Dean és capturat quan ataca la seva mansió i ells es preparen per disseccionar-lo, però escapa i massacra brutalment els membres de la família reunits. Al búnquer, atrapa els últims tres Styne atraquen tot i mata tots tres a pesar que el més jove dels Styne suplica pietat. Castiel objecta amb Dean, però Dean el colpeja salvatgement i està a prop a matar-lo amb una espasa d'àngel. Abans d'anar-se'n adverteix Castiel que el matarà i Sam si mai els veu de nou. |                                                         |                       |                                                                       |                        |                             |
| 23r | "Brother's Keeper"                                      | Phil Sgriccia         | Jeremy Carver                                                         | 20 de maig de 2015     | 1,73                        |
| Dean continua caçant, però la Marca l'afecta fins al punt que mata un altre caçador. S'adona que ha anat molt lluny i convoca la Mort (Julian Richings) perquè el mati abans que fereixi algú més. Mort explica que la Marca és el pany de la presó d'un antic mal anomenat la Foscor. Si la Marca és remou sense ser transferida, la foscor serà alliberada. Accepta transportar Dean lluny a canvi de matar Sam, així Sam no tractarà de rescatar-lo. Dean truca a Sam i l'explica que sent que estan maleïts i lliurar al món de tots dos és pel bé major. Sam finalment accepta, però li recorda a Dean que ell i el seu amor per la seva família són bons. A l'últim moment, en comptes de matar Sam, Dean gira la dalla de Mort per al costat del seu amo, aparentment matant la Mort en lloc de Sam. Al mateix temps, Rowena accepta remoure la Marca del braç de Dean a canvi de la seva llibertat i Castiel demana a Crowley que cerqui els ingredients necessaris. Un d'ells resulta ser un jove que li importa molt a Rowena i que ha de sacrificar-lo per a l'encanteri. Inconscient de les conseqüències, Rowena llança l'encanteri i la Marca és remoguda, però ella escapa, llançant un encanteri a Castiel que fa que ataquiCrowley. Amb la Marca fora, la Foscor és alliberada al món i arriba fins al Impala mentre els Winchester tracten d'escapar-se'n. |                                                         |                       |                                                                       |                        |                             |